# Athena beschützt den jungen Helden

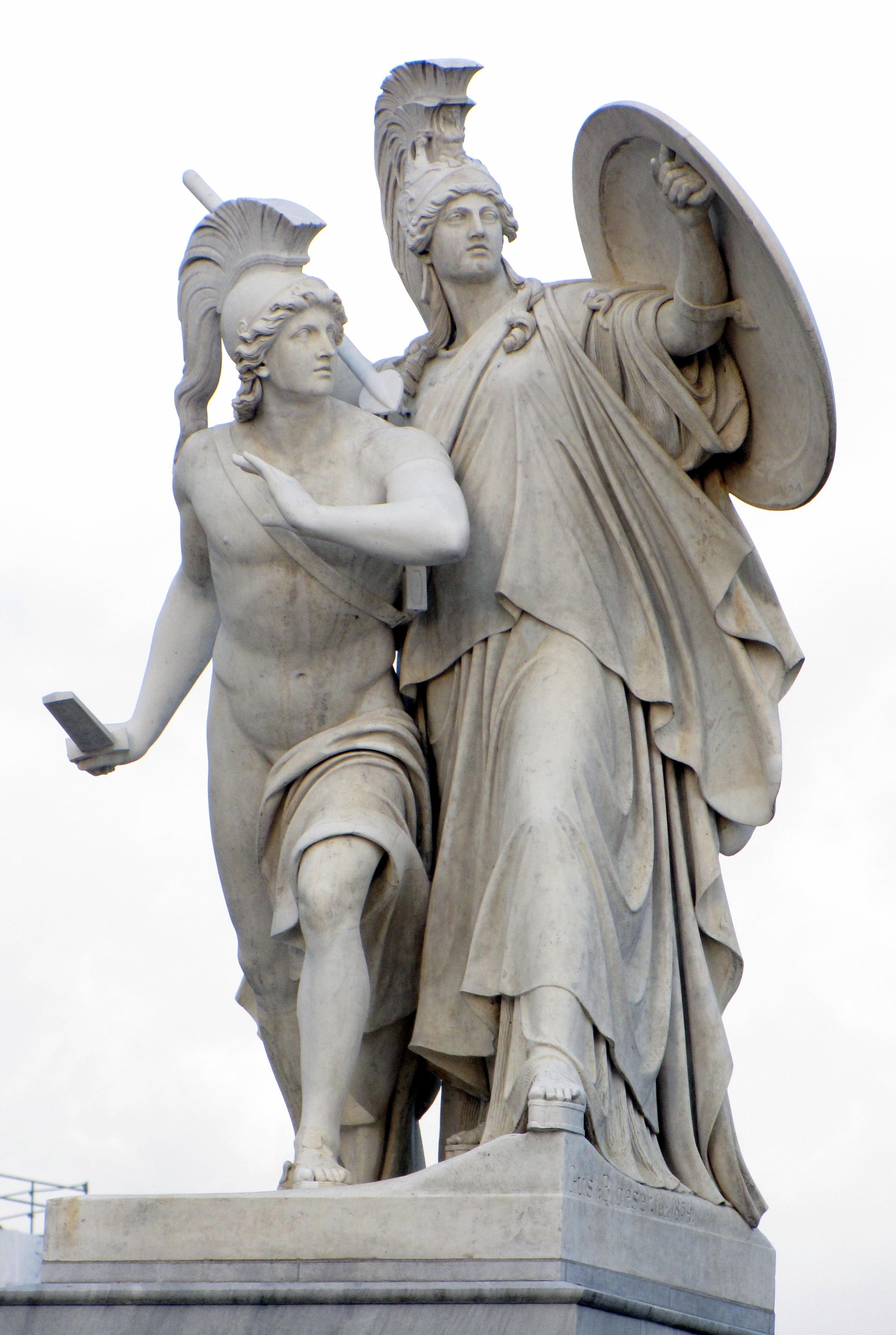
Athena beschützt den jungen Helden; Schloßbrücke in Berlin

Die Athena beschützt den jungen Helden ist eine Skulptur von Gustav Blaeser aus dem Jahr 1854, die auf der Schloßbrücke in Berlin-Mitte installiert wurde. Die Gruppe ist eine von acht Skulpturen, die auf hohen Marmorsockeln auf der 1821 bis 1824 nach einem Entwurf von Karl Friedrich Schinkel errichteten Brücke aufgestellt worden sind.
Alle Figuren haben einen Bezug zu Kriegsthemen in der Griechischen Mythologie. 
Die Skulptur besteht aus weißem Carrara-Marmor und ist auf der Plinthe signiert mit Gust: Blaeser. fec: 1854. 
Athene, die griechische Göttin der Strategie und der Kampfkunst, ist gekleidet in einen faltenreichen Peplos, trägt einen Helm mit Helmbusch, den Rundschild in ihrer linken Hand hält sie schützend über den Krieger, während sie mit dem Speer in der Rechten zum Wurf ausholt. Der Krieger trägt einen Helm, Sandalen, und quer über die Brust läuft der Riemen mit der Schwertscheide, aus der er das Schwert gezogen hat, das er in der rechten Hand hält.  
Im Zweiten Weltkrieg wurden die insgesamt acht Skulpturen auf der Schloßbrücke eingelagert und gerieten anschließend auf West-Berliner Gebiet. Im März 1981 wurden auf Initiative des (West-Berliner) Regierenden Bürgermeisters Hans-Jochen Vogel die Skulpturen an die DDR übergeben, als Austausch wurde das Archiv der Königlichen Porzellan-Manufaktur von der DDR nach West-Berlin gegeben.

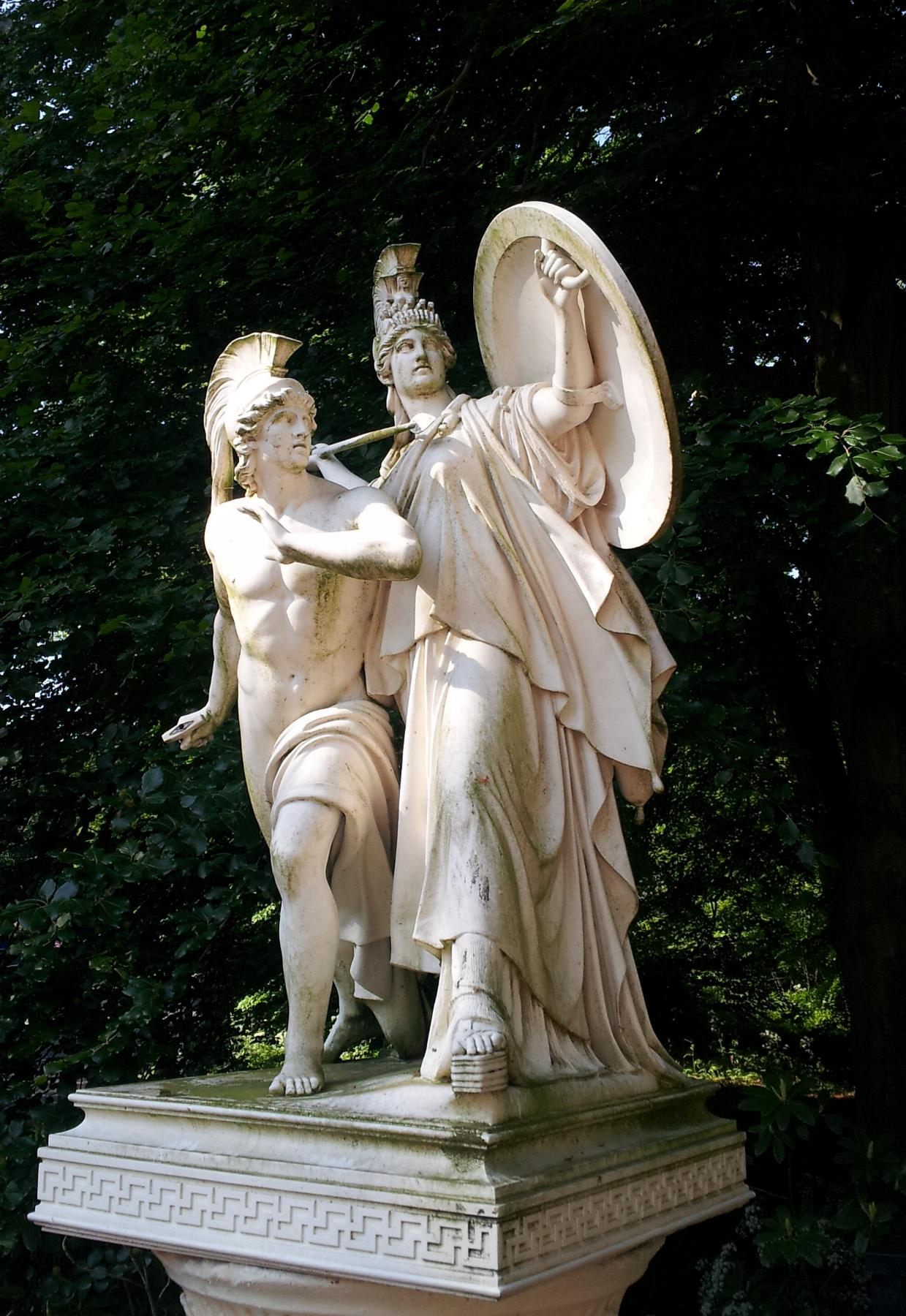
De strijders von Gustav Blaeser in Wassenaar

## Replik
Eine Replik der Gruppe steht im Park de Pauuw (Prinsessetuin) in Wassenaar in den Niederlanden. Sie wurde 1924 angekauft und stand bis 1929 in dem Park, als sie ins Depot umgesetzt wurde, weil man offenbar Anstoß an ihr nahm. 1997 wurde die Skulptur restauriert und an ihrem alten Platz im Park wieder aufgestellt.